# One (альбом Bee Gees)
One (рус. Один) — восемнадцатый студийный альбом британской группы Bee Gees, вышедший в апреле 1989 года, американский релиз был отложен на август.

## Об альбоме
После сравнительно успешной в Европе пластинки E.S.P. в начале 1988 года коллектив приступил к записи нового альбома. Однако в марте скоропостижно скончался младший брат музыкантов Энди Гибб, и Bee Gees решили взять небольшой перерыв вплоть до ноября, когда они всё-таки смогли смириться с утратой и вернулись в студию. Естественно, это происшествие оказало существенное влияние на общую стилистику, звучание, по сравнению с предыдущим релизом, стало более меланхоличным. Открывающая альбом песня «Ordinary Lives», выпущенная отдельным синглом, полностью посвящена Энди, как и восьмой по счёту трек «Wish You Were Here».
Кроме этого также были выпущены три других сингла: «One», «Bodyguard» и «Tokyo Nights». Несмотря на то, что сам альбом не возымел большой популярности, добравшись в американском чарте лишь до 68-го места, песне «One» сопутствовал коммерческий успех, в результате которого она оказалась в десятке хит-парада США. Альбом также попал в десятку чартов Германии и Швейцарии, в то время как в родной для музыкантов Великобритании остался практически незамеченным — 29-е место. По состоянию на 2006 год мировые продажи One составляли один миллион экземпляров, с коммерческой точки зрения это самый успешный альбом группы, выпущенный под лейблом Warner Music Group.

## Список композиций
1. «Ordinary Lives[англ.]» — 4:01
2. «One» — 4:55
3. «Bodyguard[англ.]» — 5:21
4. «It’s My Neighborhood» — 4:17
5. «Tears» — 5:16
6. «Tokyo Nights» — 3:56
7. «Flesh and Blood» — 4:42
8. «Wish You Were Here» — 4:47
9. «House of Shame» — 4:51
10. «Will You Ever Let Me» — 5:58
11. «Wing and a Prayer» — 3:55

## Позиции в хит-парадах и сертификации
Годовые чарты:
| Хит-парад (1989)       | Позиция |
| ---------------------- | ------- |
| Европа (Music & Media) | 70      |